# Kalidevapura, Madhugiri
Kalidevapura là một làng thuộc tehsil Madhugiri, huyện Tumkur, bang Karnataka, Ấn Độ.